# Le Trésor du Khan
Le Trésor du Khan (titre original : Treasure of Khan) est un roman policier américain de Clive et Dirk Cussler paru en 2006. Cette deuxième collaboration entre Clive Cussler et son fils Dirk est le 19e roman de la série Dirk Pitt.

## Résumé
Borjin, un Mongol désirant prendre le contrôle du marché mondial du pétrole et dirigeant d'une compagnie pétrolière relativement faible, est déterminé à réunifier la province chinoise de Mongolie-Intérieure avec la Mongolie. Pour arriver à ses fins, il a dérobé une machine qui peut créer une tremblement de terre qu'il utilise pour détruire des grandes installations de production de pétrole à travers le monde, paralysant la Chine et l'approvisionnement en pétrole du reste du monde en quelques semaines.
Sur le lac Baïkal, en Russie, un bateau de pêche ainsi que le Vereshchagin, un vaisseau de recherche russe sur lequel Dirk Pitt naviguait, échappent de peu à un violent tsunami.
Lorsque Dirk découvre que les membres d'équipage du vaisseau russe ont disparu et que le bateau coule, il se lance, accompagné de son acolyte Al Giordino, dans une enquête qui le mènera à déjouer les plans de Borjin et à la découverte du tombeau de Gengis Khan.

## Personnages
- Dirk Pitt
- Al Giordino